# Греда (Врбовець)
Греда (хорв. Greda) — населений пункт у Хорватії, у Загребській жупанії у складі міста Врбовець.

## Населення
Населення за даними перепису 2011 року становило 96 осіб.
Динаміка чисельності населення поселення:

## Клімат
Середня річна температура становить 10,67 °C, середня максимальна – 25,54 °C, а середня мінімальна – -6,59 °C. Середня річна кількість опадів – 832 мм.
| Клімат поселення                              | Клімат поселення | Клімат поселення | Клімат поселення | Клімат поселення | Клімат поселення | Клімат поселення | Клімат поселення | Клімат поселення | Клімат поселення | Клімат поселення | Клімат поселення | Клімат поселення | Клімат поселення |
| Показник                                      | Січ.             | Лют.             | Бер.             | Квіт.            | Трав.            | Черв.            | Лип.             | Серп.            | Вер.             | Жовт.            | Лист.            | Груд.            |                  |
| Середній максимум, °C                         | 6,21             | 8,46             | 13,05            | 17,32            | 22,36            | 25,54            | 24,86            | 24,10            | 20,09            | 14,80            | 9,18             | 5,04             |                  |
| Середня температура, °C                       | −0,2             | 2,05             | 6,64             | 10,92            | 15,96            | 19,15            | 20,77            | 20,00            | 15,99            | 10,70            | 5,10             | 0,93             |                  |
| Середній мінімум, °C                          | −6,59            | −4,34            | 0,26             | 4,50             | 9,58             | 12,74            | 16,68            | 15,91            | 11,88            | 6,60             | 0,99             | −3,17            |                  |
| Норма опадів, мм                              | 47               | 45               | 54               | 65               | 73               | 90               | 76               | 81               | 78               | 79               | 83               | 61               |                  |
| Середньомісячна швидкість вітру, м/с          | 1.90             | 2.11             | 2.50             | 2.40             | 2.20             | 2.00             | 2.00             | 1.80             | 1.80             | 1.89             | 1.96             | 1.94             |                  |
| Середньомісячна сонячна радіація, кДж/м²·день | 4071             | 6871             | 10591            | 14989            | 19268            | 21286            | 22003            | 19239            | 14137            | 8740             | 4538             | 3294             |                  |
| --------------------------------------------- | ---------------- | ---------------- | ---------------- | ---------------- | ---------------- | ---------------- | ---------------- | ---------------- | ---------------- | ---------------- | ---------------- | ---------------- | ---------------- |
| Джерело:                                      |                  |                  |                  |                  |                  |                  |                  |                  |                  |                  |                  |                  |                  |